# Forteresse Devingrad
Devingrad (en bulgare : Момина крепост или Девинград) est une forteresse médiévale située sur une colline du même nom à Veliko Tarnovo, dans le Nord de la Bulgarie. La colline était la troisième plus importante quand Ternovo était la capitale.

## Histoire
La première preuve de la présence humaine sur la colline date du IIe millénaire av. J.-C. Selon certains archéologues, la ville thrace de la Vierge existait sur la colline. Sur la colline il y a beaucoup de trouvailles romaines (pièces de monnaie, plaques de marbre, etc.) Il existe des légendes selon lesquelles la colline était entourée d'un mur de forteresse et que son entrée était composée de deux portes.

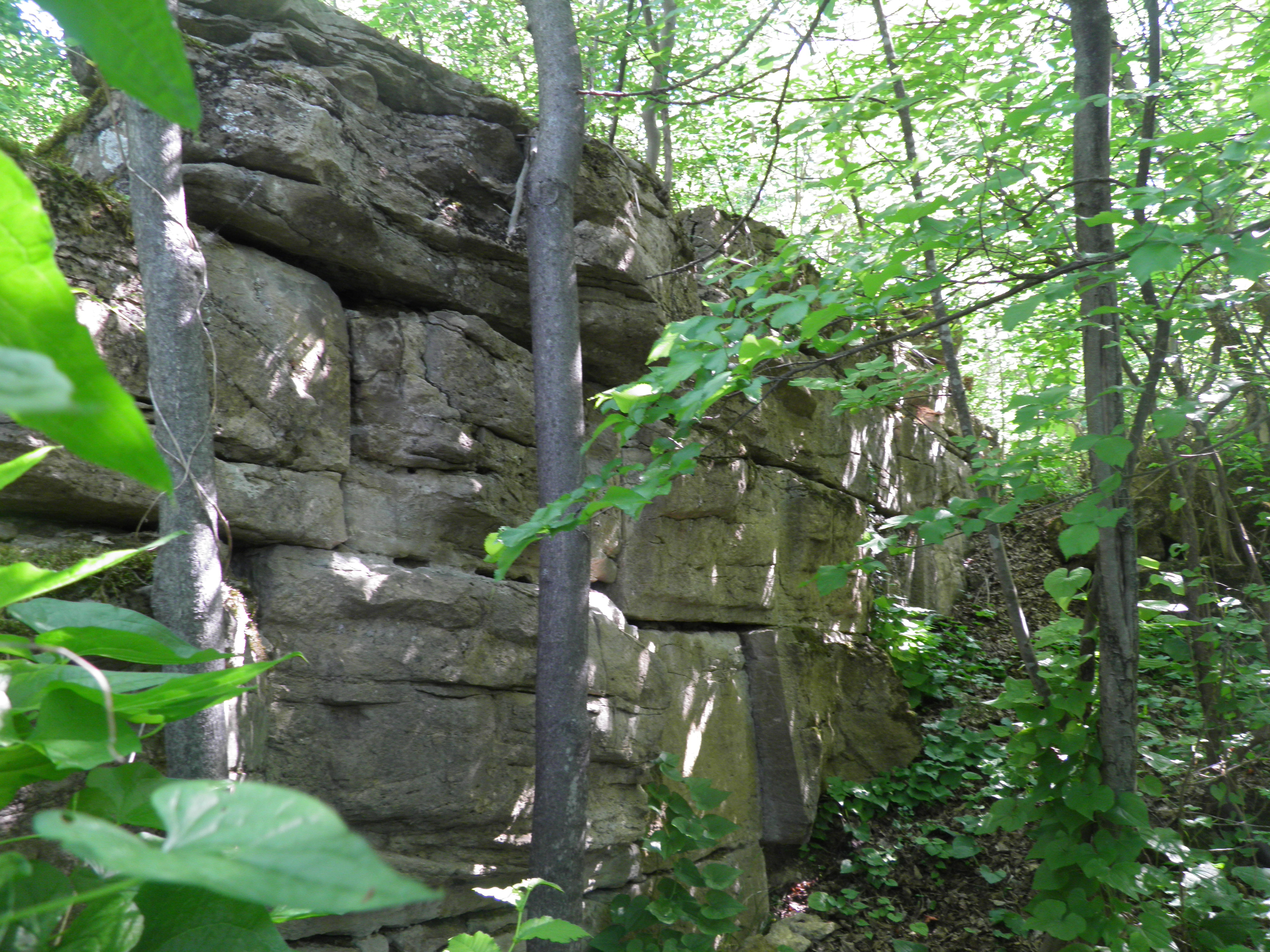
ruines
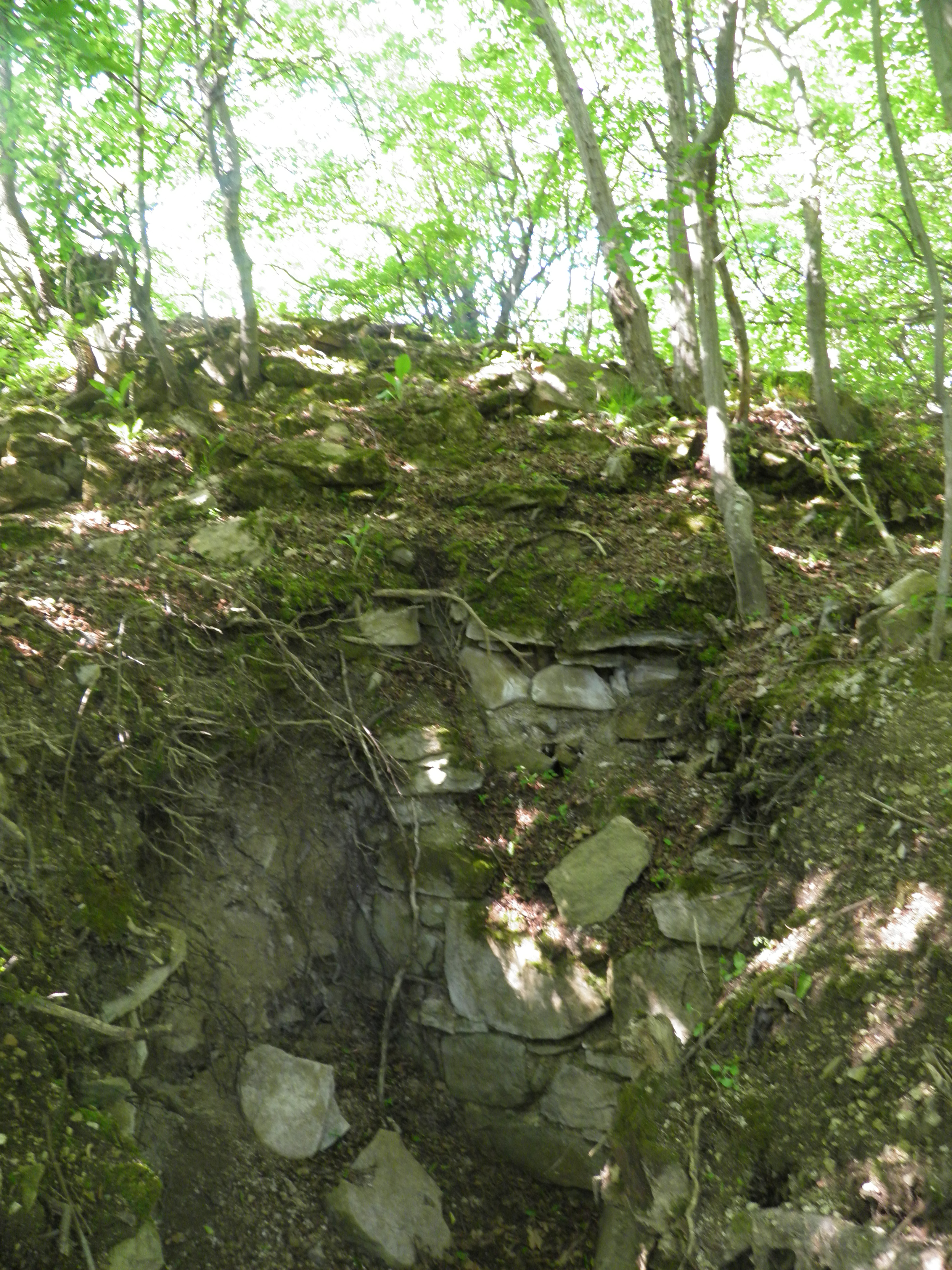